# Leucopholis burmeisteri
Leucopholis burmeisteri är en skalbaggsart som beskrevs av Brenske 1894. Leucopholis burmeisteri ingår i släktet Leucopholis och familjen Melolonthidae. Inga underarter finns listade i Catalogue of Life.